# Celina Guimarães
Celina Guimarães Viana (Natal, 15 de novembro de 1890 — Belo Horizonte, 11 de julho de 1972) foi uma professora brasileira e primeira eleitora de que se tem registro oficial e inequívoco, no Brasil, ao votar em 5 de abril de 1928 na cidade de Mossoró, no interior do Rio Grande do Norte.

## Biografia

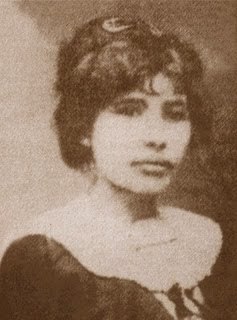
Fotografia de Celina Guimarães, c. 1910.

Era filha de José Eustáquio de Amorim Guimarães e Eliza de Amorim Guimarães. Estudou na Escola Normal de Natal, onde concluiu o curso de formação de professores. Foi nessa mesma escola que conheceu Elyseu de Oliveira Viana, um jovem estudante vindo de Pirpirituba, com quem se casou em dezembro de 1911 e seria seu companheiro para toda a vida. Em 1912, foi para Acari, e em 13 de janeiro de 1914 mudou-se para Mossoró, onde aceitou o convite do diretor de Instrução Pública do Estado para assumir a cadeira infantil do Grupo Escolar 30 de Setembro.
Com o advento da Lei nº 660, de 25 de outubro de 1927, o Rio Grande do Norte foi o primeiro Estado que, ao regular o "Serviço Eleitoral no Estado", estabeleceu que não haveria mais "distinção de sexo" para o exercício do sufrágio. Segundo pesquisa do escritor João Batista Cascudo Rodrigues, o histórico despacho foi vazado nestes termos:
| “                                         | Tendo a requerente satisfeito as exigências da lei para ser eleitora, mando que inclua-se nas listas de eleitores. Mossoró, 25 de novembro de 1927. | ” |
| — Israel Ferreira Nunes, Juiz de Direito. | |   |

O despacho original do juiz Israel Ferreira Nunes, contendo o nome de Celina escrito com bico de pena sobre papel almaço, encontra-se no acervo do Museu Histórico Lauro da Escóssia, em avançado estado de desgaste. Esse é o documento que comprova o pioneirismo de Mossoró em relação ao voto das mulheres no Brasil.
Aprovada a Lei, várias mulheres requereram suas inscrições e a 25 de novembro de 1927. As eleitoras compareceram às eleições de 5 de abril de 1928, mas seus votos foram anulados pela Comissão de Poderes do Senado. Somente com o Código Eleitoral de 1932, é que "o cidadão maior de 21 anos, sem distinção de sexo…" poderia votar efetivamente.[carece de fontes?]
No que concerne ao fato de ter se tornado notória pelo feito, Celina afirmou:
| “ | Eu não fiz nada! Tudo foi obra de meu marido, que empolgou-se na campanha de participação da mulher na política brasileira e, para ser coerente, começou com a dele, levando meu nome de roldão. Jamais pude pensar que, assinando aquela inscrição eleitoral, o meu nome entraria para a história. E aí estão os livros e os jornais exaltando a minha atitude. O livro de João Batista Cascudo Rodrigues - A Mulher Brasileira - Direitos Políticos e Civis - colocou-me nas alturas. Até o cartório de Mossoró, onde me alistei, botou uma placa rememorando o acontecimento. Sou grata a tudo isso que devo exclusivamente ao meu saudoso marido. | ” |
|   | — Celina Guimarães Viana . |   |

## Contestação do título de primeira eleitora do Brasil
Apesar de desconhecidos quaisquer registros comprobatórios do suposto feito, segundo consta na Coleção de Anais da Câmara dos Deputados, em 22 de dezembro de 1916 o então deputado federal Maurício Paiva de Lacerda leu em voz alta a seguinte representação sufragista redigida por Leolinda Daltro, membro-fundadora do Partido Republicano Feminino:
| “ | Exmos. Srs. membros do Congresso Nacional – Leolinda de Figueiredo Daltro, cidadã brasileira, maior de 21 annos de idade, professora, cathedratica primaria, jubilada, vem solicitar do Congresso nacional a elaboração de uma lei que de modo claro e explicito dê à mulher brasileira o direito de voto. A Constituição da Republica, dando a todos os cidadãos maiores de 21 annos o direito de voto, não excluiu de modo algum a mulher do numero dos alistaveis como eleitores. Si, pois, até hoje as mulheres não teem conseguido alistamento, não é porque a isso se opponha o texto constitucional, mas sim porque os executores da lei, por injustificada prevenção, não desejam firmar esse precedente. Entretanto, Srs. membros do Congresso Nacional, o precedente foi aberto, não durante a vigencia do regimen republicano, mas no tempo do Imperio! Em 1887, D. Izabel de Souza Mattos, tendo-se diplomado em odontologia pela Faculdade de Medicina do Rio de Janeiro, requereu a sua inclusão na lista dos cidadãos eleitores do Estado do Rio Grande do Sul (S. José do Norte). A autoridade competente, Dr. José Lomelino de Drummond, juiz de direito interino, baseando-se no art. 4° da lei Saraiva, concedeu o título de eleitor a essa senhora, deferindo, portanto, o seu requerimento. O referido art. 4° dispunha: « Serão eleitores todos os diplomados por qualquer das faculdades do Imperio ». Apezar desse dispositivo legal não fallar na mulher, o seu executor entendeu que ella tinha sido attingida pela lei. Ora, o dispositivo constitucional da Republica está nas mesmas condições: manda alistar todos os cidadãos brasileiros, maiores de 21 annos de idade, que saibam ler e escrever, sem distincção de sexo. O Imperio foi, portanto, nesse ponto, mais liberal que a Republica, porque naquelle regimen houve uma mulher que exerceu o direito de voto, tendo obtido, como candidata a Deputado, brilhante votação no Estado da Bahia, ao lado de Cesar Zama, ao passo que, proclamado o regimen republicano, a mesma senhora viu seu voto ser tomado em separado, tendo posteriormente o Ministro Cesario Alvim negado à mulher o direito de voto que a própria Constituição não lhe recusou. Não ha motivo para que se negue à mulher brasileira esse direito, já porque a lei fundamental da Republica a isso não se oppõe (ao contrario, implicitamente garante esse direito), já porque em paizes os mais adeantados foi afinal reconhecida a conveniencia de conceder-se à mulher o direito alludido. | ” |
|   | — Deputado Maurício Paiva de Lacerda (citando Leolinda de Figueiredo Daltro). |   |